# Situation Sthlm

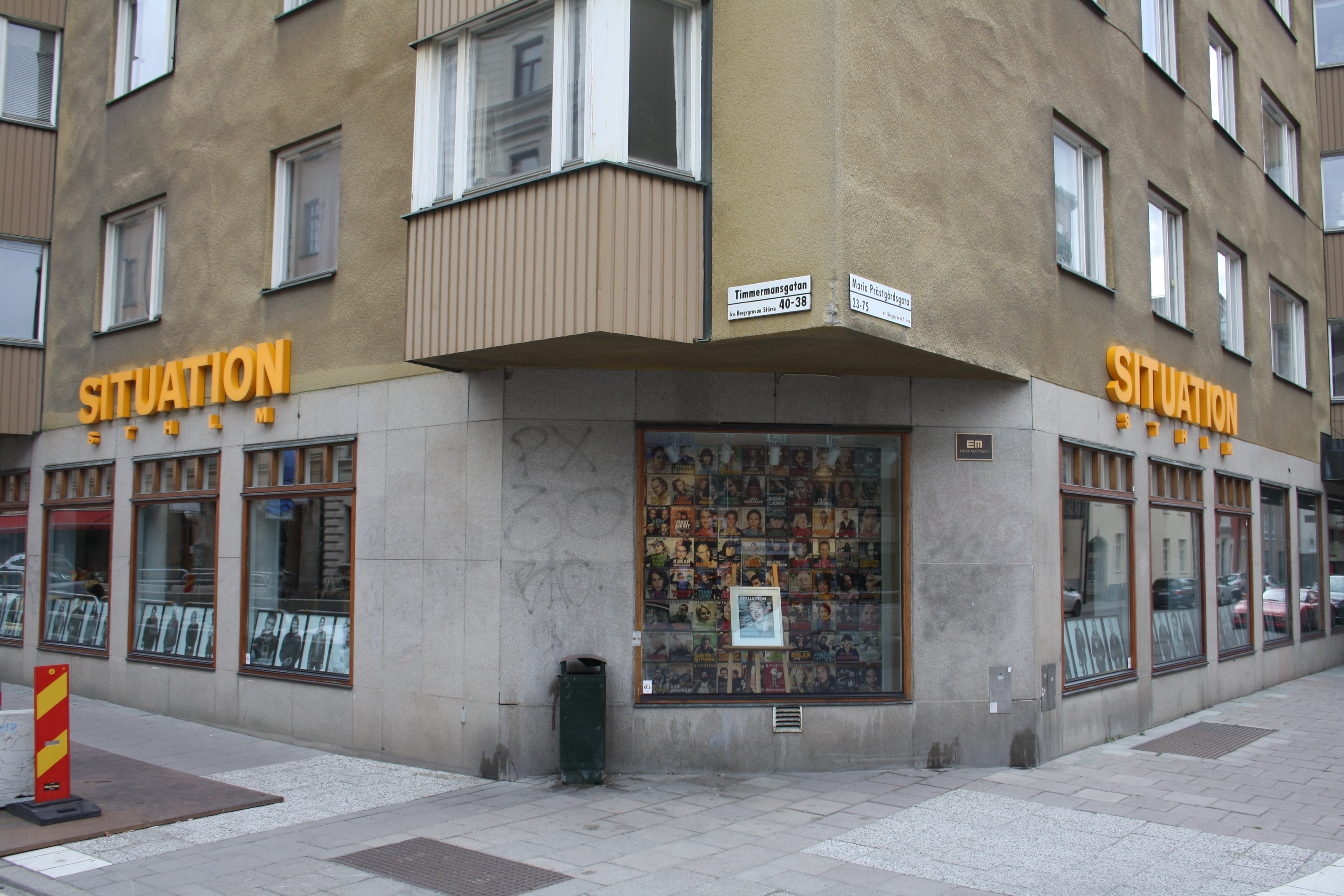
Situation STHLM:s kontor i Stockholm.

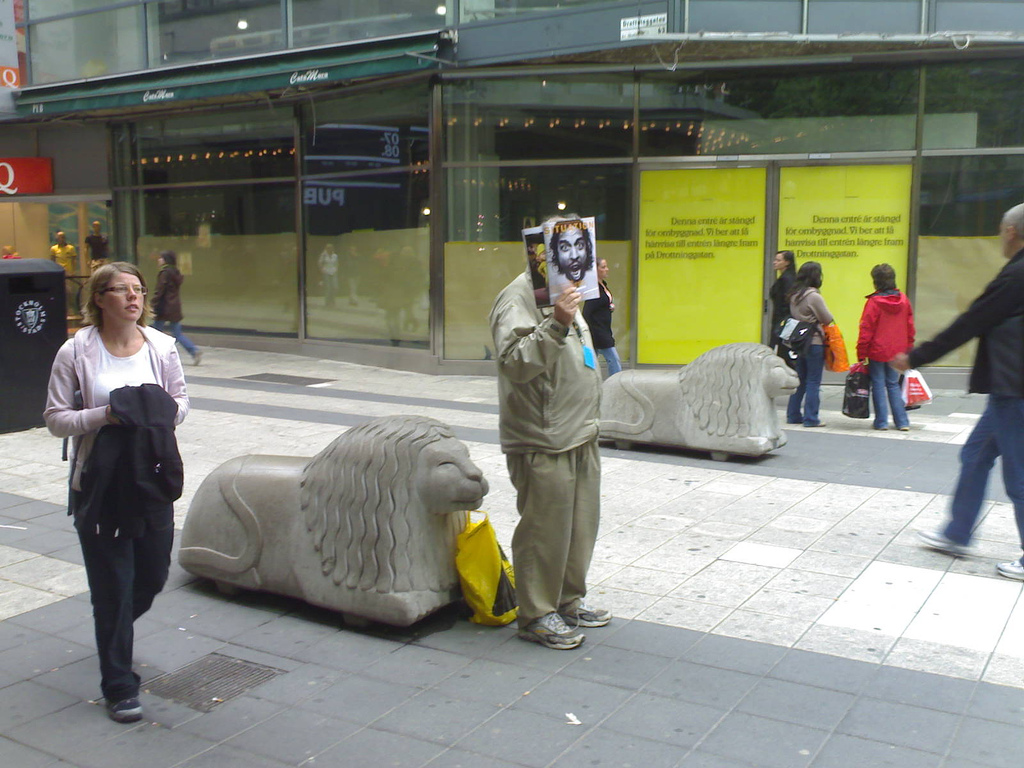
En säljare av Situation Sthlm.

Situation Sthlm är en gatutidning som säljs av hemlösa i Stockholm och är Sveriges äldsta gatutidning. 

## Historik
Tidningen grundades av Malin Lindfors Speace och första numret utkom i augusti 1995. Chefredaktör och ansvarig utgivare i januari 2016 är Ulf Stolt, verkställande direktör är Pia Stolt och antalet försäljare är cirka 250. Situation Sthlm är medlem i International Network of Street Papers, INSP.
Situation Sthlm har en registrerad upplaga på 34 100 exemplar och 142 000 läsare/månad. Tidningen är ett samhälls- och kulturmagasin och är den enda månadstidningen i Sverige som sysslar med sin snäva form av lokaljournalistik i magasinsformat.
Tidningen Situation Sthlm har belönats med både Svenska PEN-klubbens Bernspris 2005 och Publicistklubbens Stora Pris 2006. 2015 mottog Situation Sthlm:s chefredaktör Ulf Stolt Sveriges Tidskrifters Stora Pris.
Vid sidan av tidningen driver Situation Sthlm en social verksamhet som syftar till att hjälpa hemlösa och socialt marginaliserade människor att skapa ett värdigare liv för sig själva genom arbete och yttrandefrihet.